# 湯川かおる
湯川 かおる（ゆかわ かおる、1970年5月18日 - ）は、日本の女性漫画家。静岡県富士市出身。主に4コマ漫画やショートストーリー漫画を執筆している。

## 概要
1998年、芳文社の『まんがホーム』11月号にて初掲載された『しましまハムスター』が連載としては初の作品となった。以降小動物や女性などが主役の4コマ漫画を中心とした作品を芳文社、竹書房、双葉社等の各4コマ誌で執筆している。
画風としては、『ほーむめいどメアリー』の主人公メアリーや『トリプル★トラブル』の三つ子3姉妹などに代表される、目が大きくデフォルメされているものが多い。
代表作の1つ『しましまハムスター』のヒロインの夏緒は自身とその姉がモデルとのこと。

## 作品リスト
- おジャマします!（まんがタイムきらら、芳文社）
- ガードウーマン愛（まんがタウン、双葉社）
- しましまハムスター（まんがホーム、芳文社） - 単行本1巻（2001年2月）ISBN 9784832261976
- スーパーがーる（まんがくらぶオリジナル、竹書房）
- ダイの空（まんがホーム、芳文社）
- 轟探偵事務所（まんがホーム、芳文社）
- トリプル★トラブル（まんがライフMOMO、竹書房） - 単行本全1巻（2006年5月）ISBN 9784812464687
- 春がきた（まんがホーム、芳文社）
- 桃色爆弾（まんがタイムラブリー、芳文社）
- ぷちふる（まんがホーム、芳文社）
- プリンセス夢美（まんがタイムナチュラル、芳文社）
- ほーむめーどメアリー（まんがくらぶオリジナル、竹書房） - 単行本全1巻（2003年4月）ISBN 9784812457979
- 本気です!晶ちゃん!!（まんがタウン、双葉社）

他にあおば出版の小動物を主体としたアンソロジーコミックである『うさぎ倶楽部』などにも執筆していた。